# Rafael Alcântara
Rafael Alcântara do Nascimento, mer känd som Rafinha, född 12 februari 1993 i São Paulo, är en brasiliansk fotbollsspelare som spelar som mittfältare.
Rafinhas far Mazinho var också fotbollsspelare, han är känd för att ha vunnit VM 1994 med Brasilien, även hans äldre bror, Thiago Alcântara har spelat för FC Barcelona. 

## Meriter

### FC Barcelona
- La Liga: 2014/2015, 2015/2016, 2018/2019
- Copa del Rey: 2014/2015, 2015/2016, 2016/2017
- UEFA Champions League: 2014/2015
- Spanska supercupen: 2016
- UEFA Super Cup: 2015
- VM för klubblag: 2015

### Brasilien
- OS-Guld 2016

### Individuellt
- Årets genombrott i La Liga: 2014